# Cherry Pink and Apple Blossom White

Andre Claveau – Cerisier rose et pommier blanc (Oktober 1950)

Cherry Pink and Apple Blossom White ist der Titel eines Instrumentalhits vom US-amerikanischen Orchester Pérez Prado, der sich im Jahre 1955 zum Millionenseller entwickelte.

## Entstehungsgeschichte
Das Original unter dem Titel Cerisier rose et pommier blanc („rosa Kirschen und weiße Äpfel“) entstand Anfang 1950 in Paris von dem Komponisten „Louiguy“ (dem Pseudonym von Louis Guglielmi, einem katalanischen Komponisten mit italienischem Ursprung) und Jacques Larue/Antoine Leonardi (Text). Der Text des Chansons handelt von einer Jugendliebe, als die Kinder unter Kirschen- und Apfelbäumen spielten. Hier begann die Liebe des Jungen zu einem Mädchen, die später heirateten und sich an die Farbe und den Duft der Bäume erinnerten. Das Original brachte der französische Chansonnier André Claveau heraus. Seine – vom Orchester Joe Boyer begleitete – Single Cerisier rose et pommier blanc / Fou de vous (Polydor 560 241) kam im Oktober 1950 auf den Markt. Mack David – der ältere Bruder vom erfolgreichen Popmusik-Texter Hal David – sorgte 1951 für einen englischen Text, der eine wörtliche Übersetzung des Originaltitels darstellt. Jimmy Dorsey nahm am 30. Juli 1951 (Columbia Records 39526) mit den Sängern Pat O’Connor und Sandy Evans im Swingstil eine erste englischsprachige Vokalfassung auf, verfehlte jedoch die Hitparaden. Pérez Prado hatte den Song im August 1953 als Single unter dem spanischen Titel Cerezo Rosa / Suby en Paris (Victoria 23-6084) als Filmmusik veröffentlicht, doch Filmproduzent RKO Pictures wählte das Lied erst für den Film Underwater (US-Premiere: 9. Februar 1955) aus und ließ es neu produzieren. Im Film tanzt Jane Russell zur Melodie.
Die Neuaufnahme erfolgte am 23. August 1954 mit dem Orchester von Pérez Prado. Dabei sorgten der Musikproduzent Herman Diaz und der Arrangeur John Storm Roberts innerhalb der Bläsersektion für ausgedehnte Kontraste zwischen Saxophonen, Trompeten und Posaunen. Die brillante Bläsersektion spielt eher einen Cha-Cha-Cha als einen Mambo-Rhythmus mit erhöhtem Tempo, das zu Beginn der herausragenden Trompetensoli von Billy Regis abnimmt.

## Veröffentlichung und Erfolg
Die Single Cherry Pink and Apple Blossom White / Rhythm Sticks (Victor 5965) von Pérez Prado kam im Dezember 1954 auf den Markt. Sie gelangte im März 1955 in die US-Pophitparade, wo sie am 30. April 1955 erstmals den ersten Rang erreichte, den sie für 10 Wochen belegte. Der Titel verkaufte insgesamt 2 Millionen Exemplare. Auch außerhalb der USA konnte sie einen enormen Erfolg verbuchen, denn sie war Nummer-eins-Hit in Deutschland (7 Wochen), Großbritannien (2 Wochen) und Australien (3 Wochen). Sie gilt als die meistverkaufte Single in den USA im Jahre 1955.

## Coverversionen
Insgesamt gibt es mindestens 33 Coverversionen, darunter zunächst die Vokalaufnahmen von Georgia Gibbs (August 1951) und Alan Dale (März 1955; Rang 14). Es folgten innerhalb kürzester Zeit Instrumentalfassungen von Chet Atkins (7. März 1955), Edmundo Ros (März 1955), Xavier Cugat (LP Cha Cha Cha, Juni 1955) und Les Baxter (Juli 1955; nur britische Pressung). Guy Lombardos Version mit Gesang von Bill Flanagan folgte im April 1955. In den britischen Charts wiederum blieb Eddie Calvert (März 1955) mit seiner Version für 4 Wochen auf Rang 1. Als Prados Version die britischen Charts wieder hinabstieg, gelang es Calvert, seine Version ebenfalls auf die Nummer-eins-Position zu bringen. Es folgten Tito Puente (LP Dance the Cha Cha Cha; Dezember 1955), John Young Trio (LP Young John Young; Mai 1957). Die Ventures präsentierten eine rockige Instrumentalversion (LP The Colorful Ventures; Oktober 1961), es folgten Earl Bostic (Mai 1963) oder Al Hirt (LP They’re Playing Our Song; Februar 1966).